# Wojewodowie sandomierscy
Wojewodowie Księstwa Sandomierskiego i województwa sandomierskiego I Rzeczypospolitej.
- Wszebor (Vsebor) herbu Nieczuja [od ok. 1133 do ok. 1138][2][3]
- Piotr Szafraniec  zm. 1160 [?–1160]
- Mikołaj Bogoria  zm. 1185 [?–1185]
- Goworek herbu Rawicz zm. między 1212 a 1217 [od ok. 1195 do czasu otrzymania kasztelanii krakowskiej między 1202 i 1212][4]
- Jakub  1187–1232 [od ok. 1217 do ok. 1225][5]
- Pakosław Starszy herbu Awdaniec ok. 1170–1245 [1206–1210, 1223–1229][6][7]
- Pakosław Młodszy herbu Awdaniec zm. 1243 [1231 oraz 1232–1241][8][9]
- Sąd syn Dobiesława z rodu Odrowążów [1245–1252][5]
- Adam herbu Łabędź 1194–1270 [od ok. 1253 do ok. 1255]
- Sięgniew herbu Rawicz [1255–1264]
- Warsz (Warcisław) [od ok. 1268 do ok. 1270]
- Janusz z rodu Starżów  1240–1295 [1271–1283][10]
- Otto z rodu Starżów [1284–1285, 1291–1305][11][12][13]
- Bogsza z rodu Starżów  zm. 1287 [1286–1287][14]
- Wojciech Bogoria Skotnicki  1274–1316 [1306–1316]
- Nawój z Morawicy zm. 1331 [1317–1320][15]
- Tomisław Jelitko z Mokrska  1290–1335[16]  [od ok. 1320 do ok. 1328][17][18]
- Mściwoj z Chrzelowa herbu Lis  1279–1344 [1331–1344][19][20]
- Jan Jura zm. 1363 [1347–1355][19]
- Jan „Jaśko” Melsztyński zm. 1380 [1361–1366][19][21]
- Piotr Nieorza  zm. 1376 [1366–1376][22]
- Otton Pilecki  1340–1384 lub 1385 [od ok. 1375 do 1384 lub 1385][23]
- Jan Tarnowski 1349–1409 [1385–1401]
- Piotr Kmita  1348–1409 [1401–1406]
- Krystyn z Ostrowa 1352–1430 [1406–1410][24]
- Mikołaj z Michałowa  1363–1438 [1410–1430][25][26]
- Piotr Szafraniec zm. 1437 [1431–1433][27][28]
- Spytek z Tarnowa  1367–1435 [1433–1435][26]
- Jan z Czyżowa ok. 1390–1458 [1435–1437][29][30][31]
- Jan z Tęczyna ur. ok. 1409 zm. 1470 [1437–1438][32][30][33]
- Dobiesław Oleśnicki  1369–1440 [1438–1440][33][34]
- Jan Głowacz Oleśnicki  1400–1460 [1443–1460][35]
- Dziersław Rytwiański 1414–1478 [1460–1472][36]
- Jakub Dembiński 1427–1490 [1472–1478][37]
- Dobiesław Kmita  1412–1478 [1478–1478][38]
- Spytek Jarosławski (ok. 1436–1519)  [1479–1491][39]
- Dobiesław Kurozwęcki  1426–1496 [1494–1496][40]
- Jan Pilecki  zm. 1496 [1496–1496][41]
- Mikołaj Ostrowski  zm. 1501 [1497–1501]
- Jan Feliks Szram Tarnowski  1471–1507 [1501–1505]
- Mikołaj Kamieniecki  1463–1527 [1505–1507]
- Jan Amor Tarnowski  zm. 1514 [1507–1514]
- Mikołaj Firlej  zm. 1526 [1514–1520]
- Andrzej Tęczyński 1480–1536 [1520–1527][42]
- Otto Chodecki  1467–1534 [1527–1533]
- Stanisław Lanckoroński ok. 1465–1535 [1533–1535][43]
- Piotr Kmita Sobieński  1477–1553 [1535–1536][44]
- Jan Tęczyński  1492–1541 [1537–1541][45]
- Jan Gabriel Tęczyński  zm. 1552 [1542–1552][46]
- Mikołaj Herburt Odnowski  1505–1555 [1553–1554]
- Stanisław Gabriel Tęczyński  1514–1561 [1554–1555]
- Spytek Wawrzyniec Jordan  1518–1568 [1555–1561]
- Stanisław (Stanisław Spytek) Tarnowski  1514–1568 [1561–1568]
- Piotr Zborowski  zm. 1580 [1568–1574][47]
- Jan Kostka  ok. 1529–1581 [1574–1581][48]
- Stanisław Szafraniec  zm. 1598 [1581–1587][49]
- Jerzy Mniszech  ok. 1548–1613 [1589–1613][50][51]
- Jan Zbigniew Ossoliński  1555–1623 [1613–1623][52][53]
- Stanisław Koniecpolski  1591–1646 [1625–1633][54][55]
- Mikołaj Firlej  1588–1636 [1633–1636]
- Jerzy Ossoliński  1595–1650 [1636–1638][56][57]
- Krzysztof Ossoliński  1587–1645 [1638–1645][58]
- Władysław Dominik Zasławski-Ostrogski  1618–1656 [1645–1649][59]
- Andrzej Firlej  1583–1649 [1649–1649][60]
- Władysław Gonzaga Myszkowski  1593–1658 [1649–1656][61]
- Aleksander Koniecpolski 1620–1659 [1656–1659][62]
- Jan Sobiepan Zamoyski  1627–1665 [1659–1665]
- Jan Aleksander Tarło  1620–1680 [1665–1680]
- Michał Jerzy Czartoryski  1621–1692 [1680–1692][63][64]
- Michał Warszycki  zm. 1697 [1693–1697]
- Stefan Bidziński  1643–1704 [1697–1704][65][66]
- Stanisław Morsztyn  zm. 1725 [1704–1717][67]
- Jakub Władysław Morsztyn  zm. 1729 [1717–1729][68]
- Jerzy Aleksander Lubomirski  1669–1735 [1729–1735]
- Jan Tarło  1684–1750 [1736–1750][69][70]
- Jan Wielopolski  zm. 1774 [1750–1774][71]
- Maciej Sołtyk  1720–1802 [1774–1795][71][72][73]